# Chủ tịch Chính quyền Dân tộc Palestine
Chủ tịch Chính quyền Dân tộc Palestine (tiếng Ả Rập: رئيس السلطة الوطنية الفلسطينية) là lãnh đạo cao nhất (nguyên thủ quốc gia) của Chính quyền Dân tộc Palestine. Chủ tịch bổ nhiệm Thủ tướng từ Hội đồng Lập pháp Palestine.

## Tình trạng
Chính quyền Dân tộc Palestine được thành lập năm 1994 theo Hiệp định Gaza-Jericho. Luật cơ bản năm 2002, thông qua bởi Hội đồng Lập pháp năm 1997, được Arafat phê chuẩn năm 2002, ban đầu hình thành hệ thống Tổng thống chế, theo đó Chủ tịch có quyền hạn chỉ định và bãi nhiệm Bộ trưởng, đồng thời chủ trì cuộc họp Hội đồng Bộ trưởng. Bộ trưởng phải được Hội đồng Lập pháp chấp thuận.
Dưới áp lực quốc tế và bên trong nội bộ Đảng Fatah, Arafat đã bổ nhiệm một Thủ tướng ngày 19/3/2003. Theo đó hệ thống được thay đổi thành bán Tổng thống chế, có nghĩa là Chủ tịch và Thủ tướng đều chịu trách nhiệm trước Hội đồng Lập pháp. Cụ thể hơn là hệ thống Nghị viện bán tổng thống, nơi mà Thủ tướng chịu trách nhiệm trước Hội đồng Lập pháp và Chủ tịch.

## Quyền hạn và trách nhiệm
Luật cơ bản quy định trách nhiệm và quyền hạn của Chủ tịch (đã sửa đổi năm 2003): 
- Chủ tịch có quyền bổ nhiệm bãi nhiệm Thủ tướng, và Thủ tướng chịu trách nhiệm trước Chủ tịch và Hội đồng Lập pháp (điều 45).
- Không thành lập Chính phủ (điều 68) và bổ nhiệm Chính phủ nhiệm vụ do Thủ tướng và Hội đồng Lập pháp đảm nhiệm (điều 66).
- Ban hành hoặc trả lại các dự luật đã bỏ phiếu của Hội đồng Lập pháp (điều 41). Nhưng không có quyền lập pháp nhiệm vụ do Hội đồng Lập pháp đảm nhiệm (điều 47).
- Ban bố nghị định khẩn cấp trong thời gian Hội đồng Lập pháp không họp. Những nghị định được ban hành phải đệ trình Hội đồng Lập pháp vào phiên họp kế tiếp, nếu không sẽ không được ban hành nghị định bất kỳ. Nếu không được chấp thuận nghị định sẽ bị hủy bỏ và không còn hiệu lực (điều 43).
- Khi có mối đe dọa cho an ninh đất nước, có thể ban hành nghị quyết tuyên bố tình trạng khẩn cấp trong thời gian không quá 30 ngày. Tình trạng kéo dài có thể gia hạn thêm 30 ngày nếu được 2/3 Hội đồng Lập pháp chấp thuận. Trong tình trạng khẩn cấp, Hội đồng Lập pháp không bị giải thể hoặc cản trở công việc.
- Là Tổng Tư lệnh Tối cao các lực lượng vũ trang Palestine.
- Bổ nhiệm và bãi nhiệm các đại diện của Chính quyền Quốc gia tại nước ngoài.

## Bầu cử
Nhiệm kỳ đầu tiên của Chủ tịch Chính quyền Quốc gia sẽ trong thời kỳ lâm thời. Nhiệm kỳ kế tiếp sẽ được bầu trong cuộc Tổng tuyển cử và của người Palestine trong lãnh thổ bị chiếm đóng. Một giai đoạn tạm thời 5 năm được Hiệp ước Oslo quy định và bắt đầu từ 4/5/1994. Chủ tịch đầu tiên được bổ nhiệm ngày 5/7/1994 và được bầu vào ngày 20/1/1996 kết thúc nhiệm kỳ 4/5/1999.
Điều 34 Luật cơ bản sửa đổi năm 2003 quy định:
"Chủ tịch Palestine được bầu trong một cuộc Tổng bầu cử và trực tiếp của nhân dân Palestine, theo quy định của Luật bầu cử Palestine."
Việc sửa đổi Luật cơ bản theo Hiệp ước Oslo, Điều III Hiệp ước Oslo quy định:
"Hội đồng và các Ra'ees của Cơ quan điều hành của Hội đồng được trực tiếp và đồng thời được bầu bởi người dân Palestine ở Bờ Tây, Jerusalem và Dải Gaza, phù hợp với các quy định của Hiệp định này và Luật Bầu cử và quy định, mà không được trái với quy định của Hiệp định này."
Luật cơ bản (được thông qua 1997, và được Arafat phê chuẩn năm 2002) đề cập đến giai đoạn lâm thời theo Hiệp ước Oslo, mặc dù giai đoạn này đã kết thúc:
"Nhiệm kỳ Chủ tịch Chính quyền Dân tộc Palestine sẽ trong giai đoạn lâm thời, sau đó sẽ được bầu theo luật định."
Luật cơ bản ban đầu được thiết kế chỉ dành cho giai đoạn lâm thời theo quy định tại Hiệp định Oslo, giai đoạn lâm thời kết thúc năm 1999, và không có quy định tái bầu cử.

### Sửa đổi 2005
Luật cơ bản được sửa đổi năm 2005 và ban hành ngày 13/8/2005, quy định nhiệm kỳ Chủ tịch trong "giai đoạn lâm thời" thành "4 năm" và tối đa 2 nhiệm kỳ liên tiếp. Luật cũng xác định nhiệm kỳ của Hội đồng Lập pháp là 4 năm. Điều này phù hợp với điều 2 Luật Bầu cử 2005, cũng được ban hành ngày 13/8/2005 trong đó bổ sung quy định các cuộc bầu cử Chủ tịch và thành viên Hội đồng phải được bí mật, tự do và đồng thời.
Đồng thời, sửa đổi 2005 còn quy định rằng "Nhiệm kỳ của Hội đồng Lập pháp sẽ kết thúc khi Hội đồng Lập pháp mới bắt đầu nhiệm kỳ mới". Theo quy định Chủ tịch và thành viên Hội đồng được bầu đồng thời, điều này tức là Chủ tịch mới sẽ bắt đầu cùng Hội đồng Lập pháp mới.
Luật cơ bản được sửa đổi và ban hành ngày 13/8/2005 bởi Mahmoud Abbas kiêm nhiệm chức vụ Chủ tịch Ban Chấp hành Tổ chức Giải phóng Palestine và Tổng thống Nhà nước Palestine.
Luật cơ bản 2005 quy định nhiệm kỳ 4 năm cho Chủ tịch và Hội đồng Lập pháp, trong khi Luật bầu cử quy định Chủ tịch và Hội đồng được bầu cùng lúc. 500 ngày trước khi luật được ban hành, Tổng thống Arafat qua đời, và Mahmoud Abbas được bầu làm Chủ tịch, trong khi Hội đồng Lập pháp cũ vẫn tại nhiệm. Để đồng bộ bầu cử Chủ tịch và Hội đồng Lập pháp, nhánh lập pháp quyết định sẽ bầu Chủ tịch đồng thời Hội đồng Lập pháp nhiệm kỳ 2. Trái ngược với Luật bầu cử, sẽ không diễn ra cuộc bầu cử Chủ tịch vẫn còn nhiệm kỳ khi được bầu 2005. Việc gây tranh cãi khi Chủ tịch Mahmoud Abbas tuyên thệ ngày 15/1/2005, trong khi đó Hội đồng Lập pháp nhiệm kỳ 2 sẽ được bầu ngày 25/1/2006. Theo Luật nhiệm kỳ Chủ tịch và Hội đồng Lập pháp sẽ được bắt đầu từ ngày tuyên thệ.
Vào tháng 7/2008, Ramallah dựa trên "Văn phòng Fatwa và Lập pháp" đã đưa ra ý kiến về nhiệm kỳ của Abbas. Dựa theo luật pháp nhiệm kỳ của Abbas sẽ gia hạn thêm 1 năm và kéo dài đến 25/1/2010. Từ tháng 6/2007, sự tranh chấp giữa Hamas và Fatah đã chia rẽ trong Chính quyền Palestine. Văn phòng Fatwa và Lập pháp tại Gaza đưa ra lập luận khác, cho rằng việc gia hạn sẽ trái với Luật, và đưa Ahmad Bahar Phó Chủ tịch thứ nhất Hội đồng Lập pháp (sau đó thay thế là Aziz Duwaik) làm quyền Chủ tịch. Trong thời kỳ này đồng thời có 2 Chủ tịch cùng lúc.

### Miễn nhiệm
Chủ tịch được tuyên bố kết thúc khi:
- Hết nhiệm kỳ không được gia hạn;
- Qua đời khi đang tại nhiệm, hoặc từ chức được Hội đồng Lập pháp chấp thuận;
- Mất khả năng điều hành theo Tòa án Hiến pháp Tối cao và được Hôị đồng Lập pháp chấp thuận;

Trong trường hợp đặc biệt Chủ tịch Hội đồng Lập pháp sẽ tạm quyền trong tối đa 60 ngày, trong thời gian đó sẽ phải diễn ra cuộc bầu cử Chủ tịch Chính quyền Dân tộc Palestine mới.

## Lịch sử
Chính quyền Dân tộc Palestine được thành lập nhưng chưa tổ chức được cuộc bầu cử Chủ tịch, Chủ tịch Tổ chức Giải phóng Palestine Yasser Arafat đã được chỉ định làm Chủ tịch trong giai đoạn tạm quyền. Yasser Arafat nhận chức Chủ tịch đầu tiên ngày 5/7/1994, khi chức vụ được nhậm chức chính thức ngày 20/1/1996, sau cuộc bầu cử Hội đồng Lập pháp và Chủ tịch, giai đoạn lâm thời kết thúc.
Arafat nắm giữ chức vụ đến khi qua đời ngày 11/11/1994, sau đó Chủ tịch Hội đồng Lập pháp Rauhi Fattouh nằm giữ quyền Chủ tịch. Ngày 12/11, Fattouh ban hành quyết định tổ chức cuộc bầu cử Chủ tịch mới trong vòng 60 ngày.
Cuộc bầu cử mới diễn ra ngày 9/1/2005, Mahmoud Abbas đã giành được chiến thắng. Nhiệm kỳ Mahmoud Abbas sẽ kết thúc ngày 9/1/2009, tạo ra cuộc khủng hoảng Hiến pháp trong lịch sử. Abbas được gia hạn nhiệm kỳ thêm 1 năm, bổ nhiệm Thủ tướng Salam Fayad sẽ quản lý Bờ Tây. Đồng thời Chủ tịch Hội đồng Lập pháp Aziz Duwaik cũng được công nhận làm quyền Chủ tịch, bổ nhiệm Thủ tướng Ismail Haniyeh quản lý dải Gaza. Trong năm 2014, Salam Fayad được cả hai chính quyền công nhận là Thủ tướng và Mahmoud Abbas là Chủ tịch.

## Danh sách Chủ tịch (1994-nay)
| # | Chân dung | Họ và tên (Sinh-Mất)                 | Nhiệm kỳ   | Nhiệm kỳ                                           | Đảng                                 |
| - | --------- | ------------------------------------ | ---------- | -------------------------------------------------- | ------------------------------------ |
| 1 |           | Yasser Arafat (1929–2004)            | 5/7/1994   | 11/11/2004                                         | Fatah (Tổ chức Giải phóng Palestine) |
| — |           | Rawhi Fattouh (1949-) Quyền Chủ tịch | 11/11/2004 | 15/1/2005                                          | Fatah (Tổ chức Giải phóng Palestine) |
| 2 |           | Mahmoud Abbas (1935-)                | 15/1/2005  | Đương nhiệm (tranh chấp từ ngày 9/1/2009-2/6/2014) | Fatah (Tổ chức Giải phóng Palestine) |
| — |           | Aziz Duwaik (1948-)                  | 15/1/2009  | 2/6/2014 (tranh chấp từ ngày 9/1/2009-2/6/2014)    | Hamas                                |